# 昭榮信號場

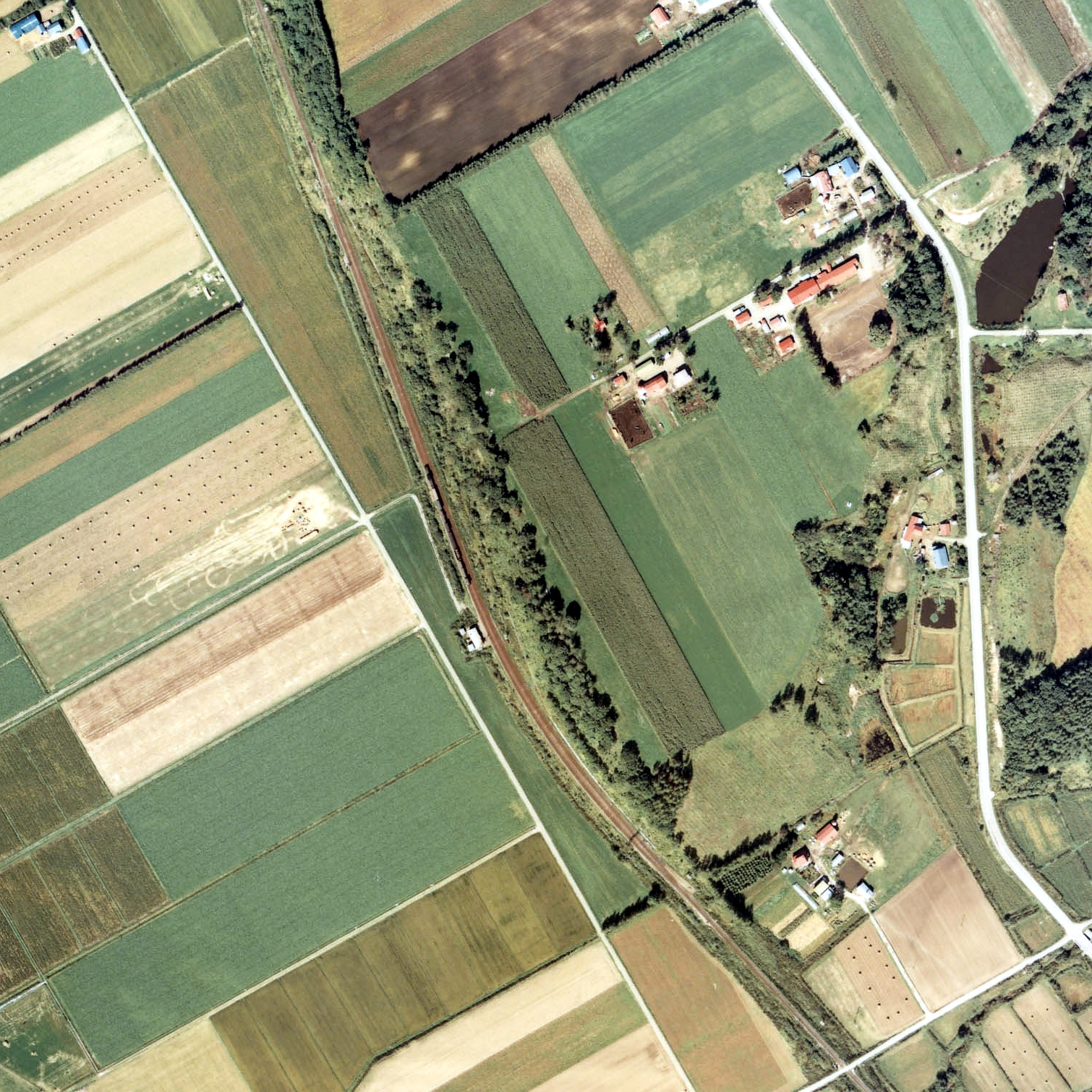
1977年昭榮信號場與周邊約750米範圍。下方為根室方向。

昭榮信號場（日语：／ Shōei Shingō-jō */?）是位於北海道中川郡池田町字昭榮，北海道旅客鐵道（JR北海道）根室本線的號誌站。

## 歷史
- 1966年（昭和41年）9月27日：日本國有鐵道開設此號誌站[1][2]。當時設有職員當值。
- 1971年（昭和46年）5月1日：號誌站無人化。
- 1987年（昭和62年）4月1日 - 因國鐵分割民營化，本站成為北海道旅客鐵道的號誌站[1]。
- 1996年（平成8年）度：隨著石勝線與根室線高速化工程，該年度站內進行改善工程，當中包括轉轍器變為彈性轉轍器[3]。

## 構造
此號誌站是在單線區間中，以讓列車交會而設的號誌站（一線通過結構）。在信號構造上，兩線上下行線均可使用。原則上，靠近建築物的1號線會讓上行列車（池田方向）通過，2號線會讓下列車（釧路方向）通過。

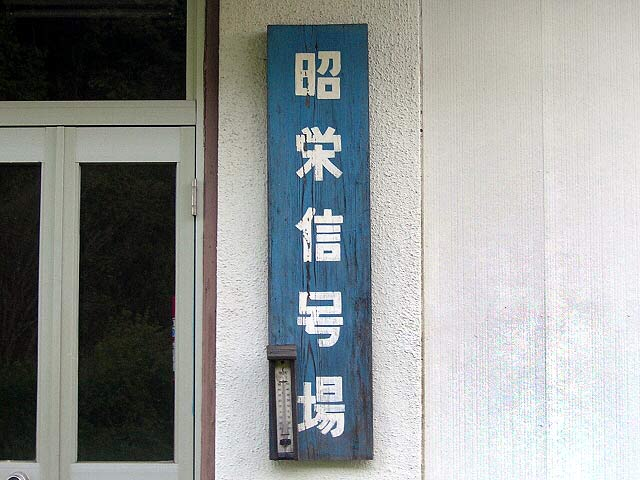
招牌（2005年6月）
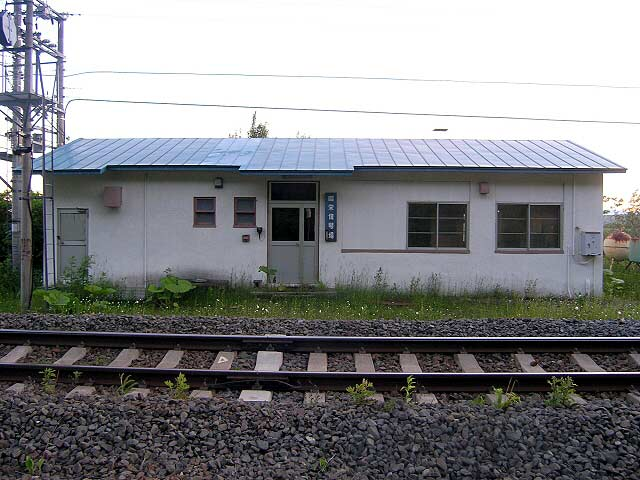
建築物（2005年6月）

## 周邊
號誌站是在北海道道73號和北海道道882號之間的位置。在路軌與北海道道73號之間設有小村落。在號誌站附近也有昭榮神社。

## 相鄰車站
北海道旅客鐵道（JR北海道）
■根室本線
池田（K36）－昭榮信號場－十弗（K37）

## 注腳
1. 1 2 3  石野哲 (编).  初版. JTB. 1998-10-01: 877. ISBN 978-4-533-02980-6 （日语）.
2. ↑   第1版. 札幌市: 日本国有鉄道北海道総局. 1973-3-25: 125. ASIN B000J9RBUY （日语）.
3. ↑  藤島, 茂. . 鉄道と電気技術 (日本鉄道電気技術協会). 1997-03, 8 (4): 68–71  [2024-04-11]. ISSN 0915-9231. doi:10.11501/3314045. （原始内容存档于2024-01-11） （日语）.

## 相關項目
- 日本號誌站列表（日语：日本の信号場一覧）